# Gustav Kreitner

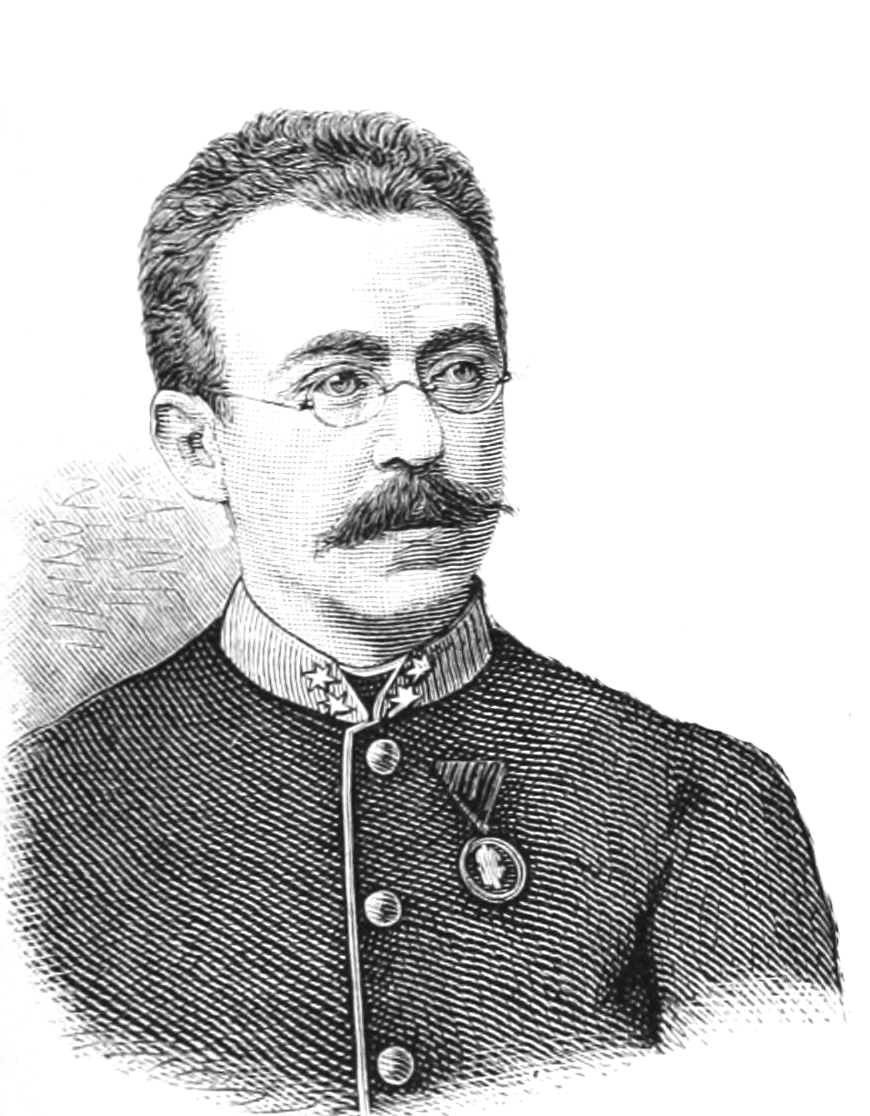
Gustav Kreitner

Gustav Ritter von Kreitner (* 2. August 1847 in Odrau, Österreichisch-Schlesien; † 20. November 1893 in Yokohama) war ein schlesisch-österreichischer Geograf und Diplomat.

## Leben
Kreitner schlug als Sohn des herrschaftlichen Bierbrauers Philipp Kreitner ab 1866 die militärische Laufbahn ein. Im Jahr 1872 bestand er die Offiziersprüfung mit vorzüglichem Erfolg und wurde als Leutnant zum Dienst ins militärisch-geographische Institut berufen wurde, wo er fünf Jahre als Topograph bei der Landesaufnahme der Monarchie verblieb.
Als Bela Graf von Szechenyi am 4. Dezember 1877 in Triest zu einer Forschungsexpedition über Indien nach China aufbrach, begleitete Kreitner ihn als Geograph. Die Reise dauerte zweieinhalb Jahre und endete in Rangun. Unter großen Strapazen durchquerte die Expedition weite Strecken noch unerforschten Landes. Von Bombay ging es quer durch Indien bis an den Himalaya, von Shanghai quer durch China bis in die Wüste Gobi. Die Ausbeute an topographischen Aufzeichnungen und neuen Erkenntnissen in völkerkundlicher Hinsicht war enorm. Kreitner beschrieb die Reise in dem 1881 in Wien erschienenen Buch „Im fernen Osten“. 
Heimgekehrt erhielt der Forscher hohe Auszeichnungen für seine Leistungen und wurde vom Kaiser Franz Joseph in den ritterlichen Adelsstand erhoben. Seither führte er den Namen Gustav Ritter von Kreitner. Im Jahr 1886 wurde Kreitner zum Mitglied der Leopoldina gewählt.
Der österreichische Staat nahm seine gründlichen Kenntnisse Ostasiens zum Anlass, ihn mit der Stelle eines Konsuls in Yokohama (1884) zu betrauen, zumal er sich auch umfassende Sprachkenntnisse in den asiatischen Sprachen erworben hatte. Nach acht Jahren erfolgreicher Tätigkeit, in denen er besonders die Handelsbeziehungen zwischen seinem Vaterland und dem fernen Osten ausbaute, erhielt er die Ernennung zum Generalkonsul. Doch schon ein Jahr später, am 20. November 1893, erlag er einem Gehirnschlag. Mit militärischen Ehren und unter Anteilnahme hoher Würdenträger fast aller europäischen Staaten und vieler überseeischer Länder wurde Gustav Ritter von Kreitner auf der höchsten Terrasse des Friedhofes in Yokohama beigesetzt.